# František Nožička
František Nožička (* 5. April 1918 in Reichenberg, Österreich-Ungarn; † 28. Mai 2004 in Prag, Tschechien) war ein tschechischer Mathematiker und Hochschullehrer.

## Leben

### Jugend und Ausbildung
Nach seinem Abitur am Gymnasium von Reichenberg im Jahr 1937 begann Nožička ein Mathematikstudium an der Karls-Universität in Prag.
1939 wurde auf einer Demonstration gegen die deutsche Besetzung der tschechischen Gebiete anlässlich des tschechoslowakischen Unabhängigkeitstages in Prag der Medizinstudent Jan Opletal erschossen.
Nožička nahm am 15. November 1939 an der Beerdigung von Jan Opletal teil.
Aus diesem Grund wurde er von den deutschen Faschisten verhaftet und in das Konzentrationslager Sachsenhausen verschleppt.
Hier wurde er für drei Jahre festgehalten.
Nach seiner Entlassung durfte er nur als Hilfsarbeiter in der Produktion arbeiten.
Erst nach Ende des Zweiten Weltkrieges konnte Nožička 1946 sein Studium beenden.
Nach Abschluss seines Studiums wurde Nožička wissenschaftlicher Assistent bei Václav Hlavatý und Eduard Čech.
Im Jahre 1949 wurde Nožička mit einer Arbeit zum Thema Problém invariantní konexe a normály invariantního směru pro případ holonomního prostoru Xn – 1 v afinním prostoru An promoviert.
Seine Betreuer waren Bohumil Bydžovský und Václav Hlavatý.

### Berufstätigkeit
Im Jahre 1953 habilitierte sich Nožička und wurde Dozent an der mathematisch-physikalischen Fakultät der Karls-Universität.
Er wurde assoziierter Professor an der Fakultät für Mathematik und Physik der Karls-Universität und hielt Vorlesungen zu den Themen Mathematische Analysis, Differentialgeometrie und Differentialgleichungen.
Im Jahre 1960 gründete er ein Seminar zur Erforschung der Relativitätstheorie.
Im Jahre 1960 wurde er zum ordentlichen Professor an die an der Karls-Universität berufen.
Er hatte mehrere Lehrstühle unter sich und gründete das Zentrum für Numerische Mathematik an der Karls-Universität.
Das politische Tauwetter in den 60er Jahren in der Tschechoslowakei ermöglichte es Nožička, einige wichtige Positionen in der Universität einzunehmen, ohne Mitglied der Kommunistischen Partei zu werden.
So wurde er zum Direktor des ersten Computer-Zentrums und später Vize-Rektor der Karls-Universität.
Im Jahre 1968, mit dem Einmarsch der sowjetischen Truppen war das Tauwetter beendet und Nožička zog sich von seinen Ämtern in Prag zurück.
Nožička wurde im Jahre 1965 Gastprofessor an der Humboldt-Universität zu Berlin.
Seine ersten Schüler in Berlin ab September des Jahres 1965 waren Jürgen Guddat und Horst Hollatz.
In Berlin gründete Nožička den Fachbereich für Mathematische Optimierung.
Er etablierte eine wissenschaftliche Schule mit einer Gruppe von Mathematikern, die sich mit der Theorie und den Methoden der parametrischen linearen und nichtlinearen Optimierung und der Anwendung dieser Methoden in der Wirtschaft beschäftigten.
Er betreute viele Studenten, die später führende Positionen einnahmen, nicht nur in Deutschland und in Tschechien, sondern auch in anderen Ländern wie z. B. Kanada, Kuba, Ägypten, der Schweiz und der Slowakei.
Während seiner Tätigkeit förderte er die wissenschaftliche Zusammenarbeit mit tschechischen und slowakischen Wissenschaftlern.
Er gründete eine Reihe von tschechisch-slowakisch-deutschen Konferenzen, die auch nach seinem Tode fortgeführt wurden.

## Forschungsschwerpunkte
Zunächst interessierte sich Nožička für theoretische wissenschaftliche Probleme.
Er beschäftigte sich mit Differentialgeometrie, Relativitätstheorie, Tensoranalysis und Mechanik.
Er schrieb sogar ein Buch mit 300 Seiten über Minkowski-Räume, das leider nicht veröffentlicht wurde.
Mit dem Fortschritt der Computer wechselte sein Interesse zur angewandten Mathematik.
Er verstand, dass mit der immer besser werdenden Leistungsfähigkeit der Computer sich Möglichkeiten zur näherungsweisen Lösung mathematischer Probleme ergaben.
Daraus entstand die Forderung an die Mathematik zur Schaffung von Näherungsverfahren.
Seine Interessen lagen nun auf dem Gebiet des Operations Research, der Linearen Optimierung, der Dynamischen Programmierung, der Graphentheorie und der Numerischen Mathematik.

## Mitgliedschaften
Seit dem Jahre 1937 war Nožička Mitglied der Union tschechischer Mathematiker und Physiker (JČMF).
In den Jahren 1970 bis 1976 leitete er deren Prager Niederlassung.
Im Jahre 1950 wurde die JČMF zwangsweise in die Tschechoslowakische Akademie der Wissenschaften eingegliedert. Im Jahre 1990 wurde die JČMF neu gegründet und Nožička zu ihrem Vorsitzenden gewählt.

## Ehrungen
Nožička gründete an der Humboldt-Universität den Fachbereich Mathematische Optimierung.
Für seine Verdienste wurde ihm im Jahre 1979 von der Humboldt-Universität die Ehrendoktorwürde verliehen.
Anlässlich seines 80. Geburtstages im Jahre 1998 wurde Nožička die Goldene Medaille der Karls-Universität verliehen.
Für seine Zusammenarbeit mit der Hochschule für Maschinenbau und Textiltechnologie in Liberec wurde er im Jahre 1998 Ehrenbürger der Stadt Liberec.
Im Jahre 2005, ein Jahr nach Nožičkas Tod, gab es zu seinem ehrenden Gedenken in Kairo, Ägypten die Tagung International Conference on Parametric Optimization and Related Topics PARAOPT VIII.
Nožička hatte die Serie PARAOPT gegründet.

## Nožičkas Doktoranden und Habilitanden
Nožička betreute 26 Doktoranden aus Kuba, Tschechien, Ägypten, Deutschland und der Slowakei.
Von diesen wurden später 16 zu Professoren berufen.
- Bank, Bernd, 1977
- Bilsing, Dieter, 1977
- Damm, Heinz, 1971
- El-Ramly, Nabawia, 1977
- Gollmer, Ralf, 1980
- Guddat, Jürgen, 1968
- Hollatz, Horst, 1967
- Kausmann, Ulrich, 1970
- Klatte, Diethard, 1977
- Kleinmann, Pavel, 1971, 1977
- Kummer, Bernd, 1977
- Kummer, Monika, 1985
- Lommatzsch, Klaus, 1965 (Prag)
- Melzer, Detlef, 1978
- Ojeda, Eduardo, 1983
- Pereira, Juan, 1987
- Weinert, Horst, 1970[5]

## Veröffentlichungen

### Als Autor (Auswahl)
- František Nožička: Special pair of dual parametric nonlinear optimization problems with common set of optimal points, Zbl 1038.90078, Optimization 51, No. 3, S. 555–575, 2002
- František Nožička: Calculus of Variations, 1994, in Survey of Applicable Mathematics, S. 1090–1124, ISBN 978-94-015-8308-4
- František Nožička: Linear Programming, 1994, in Survey of Applicable Mathematics, S. 1538–1579, ISBN 978-94-015-8308-4
- František Nožička: Special Nonconvex Optimization Problems Turnable into Problems of Linear Programming, 1991, in Operations Research: Beiträge zur quantitativen Wirtschaftsforschung, S. 23–30, doi:10.1007/978-3-642-76537-7_3, ISBN 978-3-642-76537-7
- František Nožička, Libuše Grygarová, Klaus Lommatzsch: Geometrie konvexer Mengen und konvexe Analysis, Berlin Akademie-Verlag, 1988.
- František Nožička: Affin-geodätische Kurven streng konvexer Hyperflächen als Lösungen eines bestimmten Lagrange’schen Variationsproblems, Berlin : Humboldt-Universität zu Berlin. Sektion Mathematik, 1987
- František Nožička: A Generalization of the Notion of Convexity on the Basis of Certain Optimization Problems, 1984, in Parametric Optimization and Approximation: Conference Held at the Mathematisches Forschungsinstitut, Oberwolfach, October 16–22, 1983, S. 217–230, ISBN 978-3-0348-6255-4, ISSN 2296-6072
- František Nožička, Bernd Bank, Jürgen Guddat, Horst Hollatz: Theorie der linearen parametrischen Optimierung, Berlin Akademie-Verlag, 1974
- František Nožička, Jürgen Guddat, Horst Hollatz: Theorie der linearen Optimierung, Berlin Akademie-Verlag, 1972

### Als Herausgeber (Auswahl)
- Jürgen Guddat (Herausgeber), Hubertus Th. Jongen (Herausgeber), Frantisek Nozicka (Herausgeber), Georg Still (Hrsg.): Parametric Optimization and Related Topics IV: Proceedings of the International Conference on Parametric Optimization and Related Topics IV, 1995, Approximation and Optimization, Peter Lang GmbH, Internationaler Verlag der Wissenschaften, 1. Januar 1997, ISBN 978-3-631-49769-2, ISBN 978-3-631-49769-2
- Frantisek Nozicka (Hrsg.): Parametric optimization and related topics III., Proceedings from the conference, Guestrow August 30–September 5, 1991, Peter Lang, Frankfurt/M., 1993, S. 568 ff
- Jürgen Guddat (Herausgeber), Hubertus-Theophilus Jongen (Herausgeber), Bernd Kummer (Herausgeber), František Nožička (Hrsg.): Parametric Optimization and Related Topics: v. 2 (Mathematical Research S.), Wiley-VCH Verlag GmbH, 25. März 1991, ISBN 3-05-501290-9, ISBN 978-3-05-501290-7